# Niketas Choniates
Niketas Choniates (tiếng Hy Lạp: Νικήτας Χωνιάτης, khoảng 1155 – 1217), có họ là Akominatos (Ἀκομινάτος), là một quan chức và sử gia Đông La Mã gốc Hy Lạp – giống như anh trai Mikhael Akominatos, người cùng với ông rời khỏi quê quán của họ là Chonae (từ đó mới có biệt danh "Choniates" nghĩa là "xuất thân từ Chonae") để lên kinh đô Constantinopolis học thành tài. Niketas để lại cho hậu thế một quyển sử kể về Đế quốc Đông La Mã trong giai đoạn từ năm 1118 đến năm 1207.

## Tiểu sử
Niketas Akominatos chào đời trong một gia đình giàu có vào khoảng những năm 1150 ở Phrygia trong thành phố Chonae (nay nằm gần Honaz của Thổ Nhĩ Kỳ). Giám mục Niketas thành Chonae đã làm lễ rửa tội và đặt tên cho đứa trẻ sơ sinh; sau này ông được gọi bằng cái tên "Choniates" dựa theo nơi sinh của mình. Năm lên chín tuổi, ông cùng với người anh Mikhael được cha phái đến Constantinopolis tiếp thu một nền giáo dục hàng đầu nơi chốn kinh kỳ. Anh trai của Nikitas là người đã có ảnh hưởng lớn đến ông trong những giai đoạn đầu đời.
Ban đầu ông đảm nhiệm công việc trong cơ quan dân sự và giữ các chức vụ quan trọng dưới thời các hoàng đế Angelos (trong số đó có cả chức Đại Pháp quan hay Quan Chưởng ấn) và là thống đốc quân khu (thema) xứ Philippopolis trong một thời kỳ nguy ngập. Sau vụ cướp phá kinh hoàng thành Constantinopolis trong cuộc Thập tự chinh thứ tư vào năm 1204 ông trốn thoát được tới Nicaea, phụng sự triều đình của Hoàng đế Nicaea Theodoros I Lascaris, và đem hết sức lực cống hiến cho văn chương học thuật. Ông mất khoảng năm 1215–17.
Tác phẩm chính của ông là bộ Sử ký, gồm 20 quyển, bao quát thời kỳ lịch sử đầy biến động từ năm 1118 đến năm 1207. Mặc dù có phong cách hoa mỹ, giá trị của nó còn nằm ở chỗ ghi chép lại (với tất cả sự công minh) các sự kiện mà ông tận mắt chứng kiến hay nghe ngóng từ một nguồn tin đầu tiên (dù ông có cân xứng với nhà sử học Hy Lạp đương thời là Ioannes Kinnamos). Phần thú vị nhất của bộ sử này là những đoạn mô tả về sự chiếm đóng Constantinopolis vào năm 1204, để biết thêm chi tiết có thể tìm đọc các tác phẩm của Geoffroi de Villehardouin và Paolo Rannusio về cùng chủ đề.
Trong bài tiểu luận nhan đề Về các bức tượng bị người Latinh phá hủy là mối quan tâm đặc biệt của nhà khảo cổ học và sử gia nghệ thuật. Riêng về tác phẩm thần học của ông có tựa là (Thesaurus Orthodoxae Fidei), dù còn tồn tại dưới dạng hoàn chỉnh trong bản thảo, chỉ được xuất bản một phần. Đây là một trong những nguồn sử liệu đáng tin cậy nhất đối với các nhà văn và môn đồ dị giáo của thế kỷ 12.

## Ảnh hưởng văn hóa
Cuốn tiểu thuyết Baudolino của Umberto Eco lấy bối cảnh một phần tại kinh thành Constantinopolis trong suốt cuộc Thập tự chinh đẫm máu. Người anh hùng hư cấu, Baudolino, đã ra tay giải cứu Niketas suốt vụ cướp phá Constantinopolis, rồi sau đó bắt đầu tâm sự về cuộc đời của mình cho Niketas.
Niketas là nhân vật chính trong cuốn sách kể về vụ án mạng huyền bí của nhà văn Alan Gordon có tựa đề A Death in the Venetian Quarter (New York: St. Martin's Minotaru, 2002).

## Ấn bản và bản dịch
- Imperii Graeci Historia, ed. Hieronymus Wolf, 1557, in Greek with parallel Latin translation. (PDF of 1593 reprint)
- Nicetæ Choniatæ Historia, ed. J.P. Migne (Patrologia Graeca vol. 140) reproduces Wolf's text (in more modern type) and translation (in standardized spelling). (PDF)
- Nicetae Choniatae Historia, ed. Immanuel Bekker, Bonn (CSHB), 1835, with Wolf's translation at the bottom of the page. (at the Internet Archive)
- Nicetae Choniatae Historia, ed. Jan Louis van Dieten, Berlin (CFHB #11), 1975 (ISBN 3110045281).
- O City of Byzantium: Annals of Niketas Choniates, trans. Harry J. Magoulias, 1984 (ISBN 0814317642).

## Nghiên cứu
- Βασιλικοπούλου, Ἁγνή. «Ἀνδρόνικος ὁ Κομνηνὸς καὶ Ὀδυσσεύς», Ἐπετηρὶς Ἑταιρείας Βυζαντινῶν Σπουδῶν 37 (1969) 251–259.  A seminal work on Choniates' use of Homer.
- Brand, Charles M. Byzantium Confronts the West, 1968 (ISBN 0751200530).
- Harris, Jonathan, Byzantium and the Crusades, Bloomsbury, 2nd ed., 2014. ISBN 978-1-78093-767-0
- Harris, Jonathan. 'Distortion, divine providence and genre in Nicetas Choniates' account of the collapse of Byzantium 1180–1204', Journal of Medieval History, vol. 26 (2000) 19–31.
- Simpson & Efthymiadis (edd.). Niketas Choniates: A Historian and a Writer, 2009, ISBN 978-954-8446-05-1